# Седанская крепость
Седанская крепость (фр. Château de Sedan) — мощная средневековая крепость в Седане, на скальном уступе долины Мааса, между реками Бьевр и Вра, во французском департаменте Арденны, около границы с Бельгией. Одна из крупнейших крепостей Западной Европы, занимает площадь 35 000 квадратных метров и имеет семь этажей.
Около 1424 года Эберхард II фон дер Марк начал строительство усадьбы с двумя башнями вокруг церкви, оно продолжалось в течение шести лет. Когда Эберхард умер в 1440 году, его сын Жан де ла Марк укрепил стены, а завершил этот труд Роберт II де ла Марк, внук Жана. В 1530 году укрепления усадьбы были модернизированы путем строительства круговой террасы и террас с пушками, утолщением 4,5 м (15 футов), навесных стен с помощью дополнительных 26 метров (85 футов). В течение следующего столетия были выстроены бастионы, многие из которых были срыты в конце XIX века.
При Людовике XIV территория княжества Седанского вошла в состав Франции, и когда замок был преобразован в гарнизон, Вобан построил рядом княжескую резиденцию для Латур д’Оверней. К этому роду принадлежал родившийся в Седане маршал Тюренн. При французах была полностью обновлена крепостная артиллерия. В 1822 году церковь Св. Мартина была снесена и заменена хранилищем для ядер. Во время битвы при Седане замок был окружен прусской армией (1 сентября 1870 г.). Император Наполеон III сдался немцам на следующий день в соседнем городке Доншри.
Замок был передан французской армией городу Седан в 1962 году, после чего были начаты реставрационные работы. Внутри расположены 4-звездочный отель и городской туристический офис. В замке также можно посетить музей, одна из комнат которого посвящена войне 1870 года; особенный интерес представляет коллекция прусских шлемов.
- Отель в замке